# Trivellona
Trivellona is een geslacht van weekdieren uit de klasse van de Gastropoda (slakken).

## Soorten
- Trivellona abyssicola (Schepman, 1909)
- Trivellona aliquando Fehse, 2015
- Trivellona bealsi Rosenberg & Finley, 2001
- Trivellona bulla Dolin, 2001
- Trivellona caelatura (Hedley, 1918)
- Trivellona catei Fehse & Grego, 2004
- Trivellona conjonctiva Dolin, 2001
- Trivellona desirabilis (Iredale, 1912)
- Trivellona dolini Fehse & Grego, 2004
- Trivellona eglantina Dolin, 2001
- Trivellona enricoschwabei Fehse & Grego, 2012
- Trivellona eos (Roberts, 1913)
- Trivellona excelsa Iredale, 1931
- Trivellona finleyi (Beals, 2001)
- Trivellona galea Dolin, 2001
- Trivellona gilbertoi Fehse, 2015
- Trivellona globulus Fehse & Grego, 2004
- Trivellona kiiensis (Kuroda & Cate in Cate, 1979)
- Trivellona marlowi (Rosenberg & Finley, 2001)
- Trivellona opalina (Kuroda & Cate in Cate, 1979)
- Trivellona paucicostata (Schepman, 1909)
- Trivellona pulchra Fehse & Grego, 2012
- Trivellona sagamiensis (Kuroda & Habe in Kuroda, Habe & Oyama, 1971)
- Trivellona samadiae Fehse, 2015
- Trivellona samarensis (Cate, 1979)
- Trivellona schepmani (Schilder, 1941)
- Trivellona shimajiriensis (MacNeil, 1961)
- Trivellona sibogae (Schepman, 1909)
- Trivellona speciosa (Kuroda & Cate in Cate, 1979)
- Trivellona suavis (Schilder, 1931)
- Trivellona suduirauti (Lorenz, 1996)
- Trivellona syzygia Dolin, 2001
- Trivellona valerieae (Hart, 1996)